# Expresionismo musical

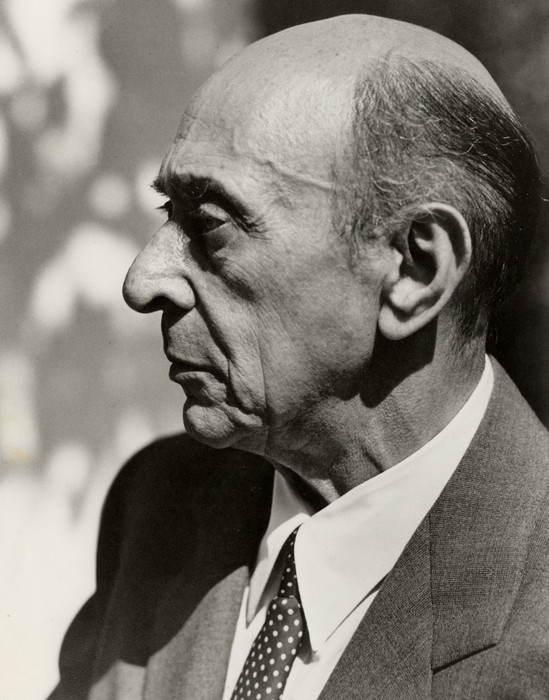
Arnold Schoenberg, figura clave del movimiento expresionista.

El expresionismo musical probablemente se aplicó por primera vez en 1909, especialmente con Arnold Schönberg, porque al igual que el pintor Vasili Kandinski (1866–1944) evitó las "formas tradicionales de belleza" para transmitir sentimientos poderosos en su música. Theodor Adorno ve el movimiento expresionista en la música, como buscando "eliminar todos los elementos convencionales de la música tradicional, todo lo que es rígido". Él ve esto como análogo "al ideal literario del 'grito'". Arnold también ve la música expresionista, como buscando "la verdad del sentimiento subjetivo sin ilusiones, disfraces o eufemismos". Adorno también considera a la música expresionista como preocupada por el inconsciente, y afirma que "la representación del miedo se encuentra en el corazón" de la música expresionista, donde predomina la disonancia, de modo que "el elemento armónico y afirmativo del arte es desterrado".
A menudo la música expresionista presenta un alto nivel de disonancia, contrastes extremos de dinámica, cambios constantes de texturas, melodías y armonías "distorsionadas" y melodías angulares con grandes saltos.

## Limitación estilística
La determinación del estilo musical tiene la tarea de presentar los principales momentos del estilo expresionista. Se pueden probar los siguientes momentos principales (criterios de estilo):
- Irritación (excitación):
 Irritación significa: el cambio rápido de direcciones melódicas, la yuxtaposición de armonían disonante, inquietud de los motivos, alternancia de homofonía y partes lineales (polifonía), preferencia por los intervalos agudos, tono grande (ambitus), liberación de los ritmo (polirrítmico) y resolución del metro (música) (polimétrico).
- Expresión:
 Expresión significa la expansión del espacio tonal mediante la expansión de la formación de acordes (expansión del espacio tonal). Cada voz tiene los mismos derechos, se desarrolla y superpone material musical diferente al mismo tiempo. Al dar voces iguales, el sonido general se enfoca frente a la linealidad.
- Reducción:
 Reducción significa centrarse en lo esencial. Cada tono es importante, logrando así una densidad efectiva en la música. Un medio frecuente de reducción es la compresión del aparato de orquesta. Se buscan nuevos colores e instrumentaciones orquestales. Cuando se ha conseguido la mayor reducción (densidad) posible, el sonido se desdobla, lo que se expresa a través de polirritmias y la distribución de un motivo entre varios instrumentos alternados.
- Abstracción:
 Por abstracción se entiende una racionalización del desarrollo armónico, que puede representarse de la siguiente manera:
  1. La música no tiene referencia a la tónica, es decir, la pieza ya no está sujeta a una clave (impresionismo y primer expresionismo).
  2. Los acordes no tienen una relación armónica funcional (fácilmente comprensible).
  3. Los acordess se disuelven por alteración (romanticismo tardío: acorde de Tristán).
  4. Los tonos principales ya no se resuelven en música atonal, se solidifican.
  5. Mit der Zwölftontechnik wird eine neue Gesetzmäßigkeit geschaffen, die zur Grundlage der atonalen Kompositionsweise wird

### Formas tradicionales en el expresionismo musical
Anton Webern expresó en 1933 en sus "conferencias" relacionadas con la situación en torno a 1910:
Todas las obras creadas desde la desaparición de la tonalidad hasta el establecimiento de la nueva ley de los doce tonos eran cortas, llamativamente cortas. - Lo que entonces se escribía más largo estaba ligado a un texto de apoyo [...] - Con el abandono de la tonalidad, se había perdido el medio más importante para construir piezas más largas. La tonalidad era muy importante para lograr la coherencia formal. ¡Como si se hubiera apagado la luz! - eso parecía.
A través de la atonalidad, se pierde la coherencia armónica de las composiciones. Mientras que Schönberg y, sobre todo, Webern, al abandonar las formas tradicionales basadas en la tonalidad, encontraron su camino hacia movimientos de pequeño formato que les gustaba llamar piezas, Berg continuó con las formas clásicas, lo que le facilitó llenar obras de mayor duración.

## Figuras relevantes
Las tres figuras centrales del expresionismo musical son Arnold Schoenberg (1874–1951) y sus alumnos, Anton Webern (1883–1945) y Alban Berg (1885–1935), la llamada Segunda Escuela de Viena. Otros compositores que se han asociado con el expresionismo son Ernst Krenek (1900–1991) (la Segunda Sinfonía, 1922), Paul Hindemith (1895–1963) (Die junge Magd, Op. 23b, 1922, ambientando seis poemas de Georg Trakl), Ígor Stravinski (1882–1971) (Tres letras japonesas, 1913), Aleksandr Skriabin (1872–1915) (Sonatas para piano tardías). Otro expresionista importante fue Béla Bartók (1881–1945) en sus primeras obras, escritas en la segunda década del siglo XX, como Bluebeard's Castle (1911), The Wooden Prince (1917), y The Miraculous Mandarin (1919). Los compositores estadounidenses que "simpatizaron de tal intensificación de la expresión" y que estuvieron activos en el mismo período que las composiciones atonales libres expresionistas de Schoenberg (entre 1908 y 1921) incluyen a Carl Ruggles, Dane Rudhyar y en cierta medida, Charles Ives, cuya canción "Walt Whitman" es un ejemplo particularmente claro. Los precursores importantes del expresionismo son Richard Wagner (1813–1883), Gustav Mahler (1860–1911) y Richard Strauss (1864–1949). Los compositores posteriores, como Peter Maxwell Davies (1934-2016), "a veces han sido vistos perpetuando el expresionismo de Schoenberg, Berg y Webern", y el rasgo más distintivo de Heinz Holliger (n. 1939) "es evocación intensamente comprometida de ... el expresionismo esencialmente lírico encontrado en Schoenberg, Berg y, especialmente, Webern ".

## Arnold Schoenberg
El expresionismo musical se asocia estrechamente con la música que Arnold Schoenberg compuso entre 1908 y 1921, que es su periodo de composición "atonal libre", antes de idear la técnica de los doce tonos. Las composiciones de la misma época con rasgos similares, en particular las obras de sus alumnos Alban Berg y Anton Webern, también suelen incluirse bajo esta rúbrica, y el término también ha sido utilizado peyorativamente por los periodistas musicales para describir cualquier música en la que los intentos de expresión personal del compositor superan la coherencia o se utilizan simplemente en oposición a las formas y prácticas tradicionales. Por tanto, puede decirse que comienza con los Segundo cuarteto de cuerda de Schoenberg (escrito en 1907-08) en el que cada uno de los cuatro movimientos se vuelve progresivamente menos tonal. El tercer movimiento es discutiblemente atonal y la introducción al movimiento final es muy cromática, podría decirse que no tiene un centro tonal, y presenta a una soprano cantando "Ich fühle Luft von anderem Planeten" ("Siento el aire de otro planeta"), tomado de un poema de Stefan George. Esto puede ser representativo de la entrada de Schoenberg en el "nuevo mundo" de la atonalidad.
En 1909, Schoenberg compuso el "monodrama" en un acto Erwartung (Expectación). Se trata de una obra de treinta minutos, altamente expresionista, en la que la música atonal acompaña un drama musical centrado en una mujer sin nombre. Tras atravesar un bosque inquietante, tratando de encontrar a su amante, llega a campo abierto. Tropieza con el cadáver de su amante cerca de la casa de otra mujer, y a partir de ahí el drama es puramente psicológico: la mujer niega lo que ve y luego se preocupa de que haya sido ella quien lo mató. La trama se desarrolla íntegramente desde el punto de vista subjetivo de la mujer, y su angustia emocional se refleja en la música.[cita requerida] La autora del libreto, Marie Pappenheim, era una estudiante de medicina recién graduada y familiarizada con las nuevas teorías de Freud sobre el psicoanálisis, al igual que el propio Schoenberg.
En 1909, Schoenberg completó las Cinco piezas para orquesta. Estas fueron construidas libremente, basadas en la voluntad del subconsciente, sin mediación del consciente, anticipando el principal ideal compartido de la relación del compositor con el pintor Wassily Kandinsky. Como tal, las obras intentan evitar una forma reconocible, aunque es discutible hasta qué punto lo consiguen.
Entre 1908 y 1913, Schoenberg también estaba trabajando en un drama musical, Die glückliche Hand. La música es de nuevo atonal. La trama comienza con un hombre sin nombre, acobardado en el centro del escenario con una bestia sobre su espalda. La mujer del hombre le ha dejado por otro hombre; él está angustiado. Ella intenta volver a él, pero en su dolor no la ve. Entonces, para probarse a sí mismo, el hombre va a una fragua y, en una escena extrañamente wagneriana (aunque no musical), forja una obra maestra, incluso con los otros herreros mostrando agresividad hacia él. La mujer regresa, y el hombre le implora que se quede con él, pero ella le pega una patada a una piedra, y la imagen final del acto es la del hombre de nuevo acobardado con la bestia a cuestas.
Este argumento es muy simbólico, ya que fue escrito por el propio Schoenberg, más o menos en la época en la que su mujer le había dejado durante un tiempo por el pintor Richard Gerstl. Aunque ella había regresado cuando Schoenberg comenzó la obra, su relación no era nada fácil. La escena central de la forja se considera representativa de la decepción de Schoenberg ante la reacción popular negativa a sus obras. Su deseo era crear una obra maestra, como hace el protagonista. Una vez más, Schoenberg expresa las dificultades de su vida real.
Alrededor de 1911, el pintor Wassily Kandinsky escribió una carta a Schoenberg, que inició una larga amistad y una relación de trabajo. Los dos artistas compartían un punto de vista similar, según el cual el arte debía expresar el subconsciente (la "necesidad interior") sin que el consciente lo impidiera. El libro de Kandinsky Concerning The Spiritual In Art (1914) expone este punto de vista. Ambos intercambiaron sus pinturas y Schoenberg contribuyó con artículos a la publicación de Kandinsky Der Blaue Reiter. Esta relación interdisciplinar es quizá la más importante del expresionismo musical, aparte de la que se dio entre los miembros de la Segunda Escuela de Viena.[cita requerida] La interdisciplinariedad del expresionismo encontró una salida en la pintura de Schoenberg, alentada por Kandinsky. Un ejemplo es el autorretrato La mirada roja (véase Enlace archivado), en el que los ojos rojos son la ventana al subconsciente de Schoenberg.

## Anton Webern y Alban Berg
La música de Anton Webern era cercana en estilo al expresionismo de Schoenberg, c. 1909-13, y posteriormente su música "se hizo cada vez más constructivista en la superficie y ocultó cada vez más su apasionado núcleo expresivo". De esta época son sus Cinco piezas para orquesta, Op. 10 (1911-13).
La contribución de Alban Berg incluye su Sonata para piano Op. 1, y las Cuatro canciones de la Op. 2. Su mayor contribución al expresionismo musical, sin embargo, fueron ejemplos muy tardíos, las óperas Wozzeck, compuestas entre 1914 y 1925, y la inacabada Lulu. Wozzeck tiene una temática muy expresionista, ya que expresa la angustia y el sufrimiento mental y no es objetiva, ya que se presenta, en gran medida, desde el punto de vista de Wozzeck, pero presenta este expresionismo dentro de una forma hábilmente construida. La ópera se divide en tres actos, el primero de los cuales sirve de exposición de personajes. El segundo desarrolla la trama, mientras que el tercero es una serie de variaciones musicales (sobre un ritmo, o una clave, por ejemplo). Berg utiliza sin pudor la forma sonata en una escena del segundo acto, describiendo él mismo cómo el primer sujeto representa a Marie (la amante de Wozzeck), mientras que el segundo sujeto coincide con la entrada del propio Wozzeck. Esto realza la inmediatez e inteligibilidad de la trama, pero es algo contradictorio con los ideales del expresionismo de Schoenberg, que busca expresar musicalmente el subconsciente no mediado por el consciente.
Berg trabajó en su ópera Lulu, de 1928 a 1935, pero no llegó a completar el tercer acto. Según un punto de vista, "musicalmente compleja y altamente expresionista en el lenguaje, Lulu fue compuesta enteramente en el sistema de 12 tonos", pero esto no es en absoluto una interpretación universalmente aceptada. La base literaria de la ópera es un par de obras de teatro relacionadas de Frank Wedekind, cuya escritura es prácticamente una "inversión de la estética expresionista", debido a su completa indiferencia a los estados psicológicos de los personajes, y la representación de personajes cuyas "personalidades tienen poca o ninguna base en la realidad y cuyas distorsiones no son el producto de la tensión psicológica".. La emoción claramente evidente de la música de Berg se disloca de su causa y "se desvía hacia otra cosa imposible de definir", contradiciendo así su propia intensidad y socavando la "obediencia instintiva del oyente a las instrucciones emotivas", al contrario que el expresionismo, que "dice a sus oyentes de forma bastante inequívoca cómo reaccionar". Por lo tanto, en contraste con la manera claramente expresionista de Wozzeck, Lulu está más cerca de la Neue Sachlichkeit (Nueva Objetividad) de los años veinte, y del teatro épico de Bertolt Brecht.
De hecho, cuando Wozzeck se estrenó en 1925, Schoenberg había introducido su técnica de los doce tonos a sus alumnos, lo que representaba el final de su periodo expresionista (en 1923) y aproximadamente el comienzo de su periodo de los doce tonos.
Como puede verse, Arnold Schoenberg fue una figura central en el expresionismo musical, aunque Berg, Webern y Bartók también contribuyeron significativamente, junto con varios otros compositores.